# Giovacchino Benini
Giovacchino Benini (Prato, 23 febbraio 1799 – Prato, 15 dicembre 1866) è stato uno scrittore e avvocato italiano.

## Biografia
Nacque a Prato il 23 febbraio 1799 e, ricevuti i primi insegnamenti alle scuole comunali, frequentò il Collegio Cicognini. Si laureò a Pisa nel 1819 in giurisprudenza e, pur avendo fatto pratica forense a Firenze, non esercitò mai la professione. 
Collaborò all'attività editoriale della tipografia dei fratelli Giachetti in Prato e, dopo aver lavorato per la tipografia Aldina, ne divenne proprietario assieme a Filippo Alberghetti e Iacopo Martellini. 
Fu tra i fondatori della Cassa di Risparmio a Prato e collaborò, insieme a Ferdinando Baldanzi, all'attuazione delle attività benefiche di Gaetano Magnolfi. Contribuì inoltre a riportare a nuova vita l'Accademia degli Infecondi di Prato. 
Collaborò al giornale La Patria e, nel 1848, fu segretario del Comitato elettorale pratese. 
Fu padre della poetessa Ada Benini.
Morì a Prato il 15 dicembre del 1866 all'età di 67 anni.

## Opere
- Agli elettori del distretto di Prato (Prato, Alberghetti, 1848)
- Istruzioni per i deputati del distretto pratese approvate dal Comitato elettrorale nella sua adunanza del 4 giugno 1848 (Prato, Alberghetti, 1848)